# Entodon seubertianus
Entodon seubertianus är en bladmossart som beskrevs av Fleischer 1923. Entodon seubertianus ingår i släktet Entodon och familjen Entodontaceae. Inga underarter finns listade i Catalogue of Life.